# Hildasay
Hildasay (norreno: Hildasey), anche conosciuta come Hildisay, è un'isola disabitata al largo della costa occidentale di Mainland. Fa parte delle isole Scalloway, un sottogruppo delle isole Shetland, in Scozia.

## Geografia e geologia
Hildasay ha un'area di 108 km² e la sua massima elevazione è di 32 metri s.l.m. Consiste di granito rosso-verde (sienite epidotica) che fu estratta per molti anni.
La costa meridionale ha due strette insenature, Cusa Voe e Tangi Voe; "West", il maggiore dei due loch, ha un'unica insenatura. Un'isola satellite, Linga, sorge a sud-est. Una lunga serie di scogli e holm si trova a nord-ovest.

## Storia
L'isola, probabilmente, prende il proprio nome da una dea norrena della guerra.
Hildasay non è abitata dal tardo XIX secolo, ma nel 1891 aveva una popolazione di 30 abitanti. Le attività svolte sull'isola ai tempi comprendevano la salatura delle aringhe e le escavazioni di granito. I resti di una vecchia linea ferroviaria che conduceva dalla cava al porto si possono ancora vedere oggi.